# جورج کوپر (بازیکن فوتبال، زاده ۲۰۰۲)
جورج کوپر (انگلیسی: George Cooper؛ زادهٔ ۲۵ اکتبر ۲۰۰۲) بازیکن فوتبال است.